# II. třída okresu Rychnov nad Kněžnou 1981/1982
V soubojích fotbalové II. třídy okresu Rychnov nad Kněžnou 1981/1982, jedné ze skupin 8. nejvyšší fotbalové soutěže, se utkalo 14 týmů dvoukolovým systémem podzim – jaro. Tento ročník skončil v červnu 1982.

## Výsledná tabulka
| Poř. | Tým                                | Z  | V  | R | P  | VG | OG | B  |
| ---- | ---------------------------------- | -- | -- | - | -- | -- | -- | -- |
| 1.   | TJ Lokomotiva Borohrádek           | 25 | 22 | 2 | 1  | 72 | 18 | 46 |
| 2.   | TJ Častolovice                     | 26 | 19 | 3 | 4  | 65 | 38 | 41 |
| 3.   | TJ Spartak Opočno                  | 26 | 18 | 2 | 6  | 60 | 32 | 38 |
| 4.   | TJ Sokol Žďár nad Orlicí           | 26 | 12 | 6 | 8  | 40 | 23 | 30 |
| 5.   | TJ České Meziříčí                  | 25 | 10 | 6 | 9  | 40 | 33 | 26 |
| 6.   | TJ Velešov Doudleby nad Orlicí     | 26 | 10 | 4 | 12 | 51 | 51 | 24 |
| 7.   | TJ Čermná nad Orlicí               | 26 | 8  | 8 | 10 | 40 | 45 | 24 |
| 8.   | TJ Dobruška                        | 26 | 9  | 4 | 13 | 41 | 48 | 24 |
| 9.   | TJ Spartak Rychnov nad Kněžnou „B“ | 26 | 9  | 4 | 13 | 37 | 46 | 22 |
| 10.  | TJ Baník Vamberk „B“               | 26 | 9  | 4 | 13 | 41 | 61 | 22 |
| 11.  | TJ Sokol Prorubky                  | 26 | 6  | 8 | 12 | 22 | 46 | 20 |
| 12.  | TJ Týniště nad Orlicí „B“          | 25 | 7  | 3 | 15 | 35 | 54 | 17 |
| 13.  | TJ Olešnice v Orlických horách     | 25 | 5  | 7 | 13 | 27 | 58 | 17 |
| 14.  | TJ Sokol Černíkovice               | 26 | 3  | 7 | 16 | 31 | 58 | 13 |

Poznámky:
- Z = Odehrané zápasy; V = Vítězství; R = Remízy; P = Prohry; VG = Vstřelené góly; OG = Obdržené góly; B = Body
  - V tabulce chybí výsledek utkání TJ Týniště nad Orlicí „B“ - TJ Lokomotiva Borohrádek

|  | Postup do I. B třídy Východočeského kraje 1982/1983       |
|  | Sestup do III. třídy okresu Rychnov nad Kněžnou 1982/1983 |